# Бовел (Сома)
Бовел (фр. Bovelles) насеље је и општина у североисточној Француској у региону Пикардија, у департману Сома која припада префектури Амјен.
По подацима из 2011. године у општини је живело 388 становника, а густина насељености је износила 56,48 становника/km². Општина се простире на површини од 6,87 km². Налази се на средњој надморској висини од 120 метара (максималној 122 m, а минималној 49 m).

## Демографија
| 1962. | 1968. | 1975. | 1982. | 1990. | 1999. | 2011. |
| ----- | ----- | ----- | ----- | ----- | ----- | ----- |
| 247   | 206   | 241   | 273   | 336   | 340   | 388   |

График промене броја становника у току последњих година